# بيبان (شركة)
شركة بيبان BIPAN، و هي اختصار لشركة بيسكويت ومخبوزات النكور (بالفرنسية: Biscuiterie Pâtisserie Nekor)، هي شركة صناعة غدائية مغربية، متخصصة في المعجنات الصفراء والحلويات و البسكويت. تأسست سنة 1975، في شكل مقاولة عائلية، من طرف حسن أمغار، بمصنع أول في مركز سيدي بوعفيف في إمزورن، إقليم الحسيمة، قبل أن تتطور إلى شركة سنة 1992. في 1997، فتحت الشركة ثاني مصانعها في المنطقة الصناعية سيدي إبراهيم في مدينة فاس.

عرفت الشركة ابتداء من 2012 احتجاجات نقابية ومشاكل تسييرية، بخلفيات سياسية. انضافت هذه الظرفية إلى الصعوبات الهيكلية الاقتصادية التي كانت تعاني منها بيبان وخصوصا ارتفاع تكاليف المواد الأولية وتزايد المنافسة، إضافة إلى نقص البنيات التحتية في منطقة الريف الذي كان يخلق للمقاولة صعوبات لوجيستية.

## منتجات الشركة
- المعجنات الصفراء: 22 منتجا.[6]
- الكوفريت (وافل): 10 منتجات.[7]
- البسكويت: 12 منتجا.[8]

## معلومات حول الشركة
للموقعين الصناعيين هوية قانونية مستقلة (شركة محدودة المسؤولية):

### بيبان الحسيمة
- الاسم الرسمي: بيسكويت ومخبوزات النكور
- المحكمة التجارية: الحسيمة
- الرأسمال: 25 مليون درهم
- المسيرون: فريد أمغار (مدير عام) و عبد الحق أمغار (مدير عام)

### بيبان فاس
- الاسم الرسمي: شوكوريف (بالفرنسية: Chocolaterie Confiserie du Rif)
- المحكمة التجارية: فاس
- الرأسمال: 3.5 مليون درهم
- المسيرون: فريد أمغار (مدير عام) و عبد الحق أمغار (مدير عام)
- عدد العمال: بين 100 و 200
- رقم المعاملات: بين 10 و 50 مليون درهم